# Petit Temple d'Aton

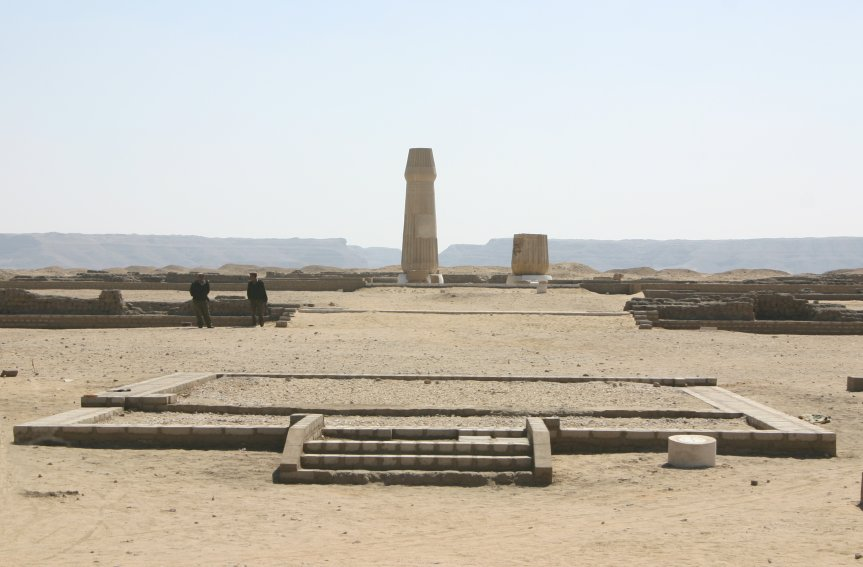
Reconstrucció del Petit Temple d'Aton d'Al-Amarna

El Petit Temple d'Aton és a l'antiga ciutat d'Akhet-Aten (la moderna Al-Amarna d'Egipte). És un dels dos temples principals de la ciutat, l'altre és el Gran Temple dAton. Està situat al costat de la Casa del Rei i prop del Palau Reial, al bell mig de la ciutat.
Conegut com el Hwt-Jtn o 'Mansió d'Aton', es degué construir abans que el Gran Temple. La seua sola representació contemporània es troba a la Tomba de Tutu (Tomba d'Al-Amarna 8).
Igual que les altres construccions de la ciutat, es va edificar ràpidament i, per tant, fou fàcil de desmuntar i reutilitzar el material per a la seua posterior reconstrucció.
S'excavà per primera vegada al 1931 per la Societat d'Exploració d'Egipte.

## Planta
L'estructura estava envoltada per un gran mur de tancament de tèmenos fet de rajoles grosses de 37 x 19 x 14,5 cm. Els tèmenos tancaven una àrea de 127 m per 200 m. A la banda de l'est es trobaren restes de parterres de flors, i una avinguda d'arbres el separava de les cases circumdants. L'entrada principal n'era per l'oest, passant dos enormes pilons de rajola. Cada piló tenia ranures per a dos pals de bandera. Els murs que es projecten cap endavant de la porta del piló tenien portes. A l'entrada principal, es trobà una gran àrea de guix conservat amb impressions de blocs i marques d'obra de paleta. Aquesta zona era la base d'una plataforma posterior amb una aproximació exterior esglaonada i un interior rampant. La troballa d'un bisell anular amb el nom d'"Anjkheperure" el data dels regnats dels faraons Semenkhare o Neferneferuaten. A banda i banda dels pilons principals hi havia entrades més petites, amb murs sortints.(4)

### Primer pati
Una rampa baixa a aquesta zona. A banda i banda de la rampa hi havia taules d'ofrenes de rajola de tova i al bell mig un gran altar també de tova. Tot el pati estava pavimentat amb guix.(4) Aquesta zona sembla ser la part més antiga, ja que se superposa a la grava neta i la seua superfície subjau a la posterior porta del piló. Aquest 'Gran Altar' fou demolit posteriorment fins al nivell del sòl i algunes rajoles s'incorporaren en l'ampliació dels dos altars més propers a l'entrada, que podrien haver servit de base per a les estàtues.(5)

### Segon pati
Un segon grup de portes de piló amb entrades més menudes, idèntiques a la principal, condueixen a aquest pati. Dins els pilons hi havia nínxols per a esteles de granit. Aquest pati tenia entrades laterals a nord i sud, que devien ser privades per al rei i els sacerdots, respectivament. L'entrada sud té una petita casa de porters. Fora d'aquesta porta hi havia un abocador de pedra provinent de la destrucció del santuari, com el del Gran Temple d'Aton.
El piló del sud tenia una petita casa de sacerdots adossada. Ací trobaren fragments d'una petita cornisa d'ureu pintada.(4)

### Pati del santuari
La porta d'entrada a aquest pati estava també flanquejada per pilons idèntics als de les portes anteriors. No hi havia, però, entrades addicionals ni nínxols per a esteles. Els arbres envolten el santuari en el costat est. La meitat sud del pati incloïa alguns edificis. A la cantonada sud-est hi havia una caseta de rajola que contenia cambres, una amb una estrada. Al nord-oest d'aquest edifici n'hi havia un altre, al qual s'accedia per una rampa que devia ser una capella secundària. A l'oest d'aquest edifici n'hi havia un altre, amb una sola habitació, connectada a l'ala sud del santuari per uns murs que possiblement pertanyien a una petita casa. Els murs eren gruixuts, i el sòl estava pavimentat amb rajola.(4)

### Santuari
El pati exterior del santuari tenia ales que sobreeixien a banda i banda de l'edifici principal. L'exterior dels murs era de pedra i els envans de rajola de tova. Una rampa amb balustrada conduïa al primer pati del santuari, passant entre dos prims pilons, i devia continuar com una calçada cap a l'altar del centre. Aquest primer pati era ple de taules d'ofrenes. L'estreta porta d'entrada al pati interior estava flanquejada per quatre columnes grosses a banda i banda. És probable que les estàtues de pedra calcària de grandària natural, els fragments de les quals es trobaren en l'abocador, fossen ací. L'entrada al pati interior era del mateix tipus sinuós que el del Gran Temple d'Aton. Tot el pati era ple de taules d'ofrenes i envoltat de petites capelles encastades als murs.(4)
El 1994, es van assemblar rèpliques en formigó de les columnes amb forma de papir en la seua posició original enfront del pati interior del santuari. Aquestes columnes eren rèpliques basades en els fragments trobats en l'excavació del 1931: es fabricaren a Egipte amb motles fets a Anglaterra.